# Lindsey Ruddins
Lindsey Ora Ruddins (* 5. November 1997 in Santa Monica) ist eine US-amerikanische Volleyballspielerin.

## Karriere
Ruddins begann ihre Karriere an der Aliso Niguel High School in Aliso Viejo. Von 2015 bis 2020 studierte sie an der University of California, Santa Barbara und spielte in der Universitätsmannschaft Gauchos. Im Februar 2020 ging sie nach Puerto Rico zu Pinkin de Corozal. Anschließend wurde sie vom deutschen Bundesligisten SC Potsdam verpflichtet. Mit den Potsdamerinnen belegte sie in der Saison 2020/21 in der Hauptrunde den vierten Platz und gemeinsam scheiterten sie im Playoff-Halbfinale am Dresdner SC und beendeten so die Saison auf den dritten Platz. Im DVV-Pokal der Saison erreichte sie und die Potsdamer Mannschaft das Finale, wo sie den Schweriner SC unterlagen.
Nach nur einer Saison verließ sie gemeinsam mit ihrer Landsfrau Symone Speech den SC Potsdam und schlossen sich zur Saison 2021/22 den Schweriner SC an.

## Erfolge
- 2021: Deutscher Vize-Pokalsieger